# Aegina Farrum
L'Aegina Farrum è una formazione geologica della superficie di Venere.
Prende il nome da Egina, ninfa acquatica della mitologia romana.